# Philorheithridae
Philorheithridae zijn een familie van schietmotten.